# 이케노촌 (후쿠오카현)
이케노촌(池野村)은 일본 후쿠오카현 무나카타군에 있던 촌이다. 현재의 무나카타시의 일부에 해당한다.